# Pygomeles petteri
Espèce
Statut de conservation UICN

 EN B1ab(iii) : En danger
Pygomeles petteri est une espèce de sauriens de la famille des Scincidae.

## Répartition
Cette espèce est endémique du Nord-Ouest de Madagascar.

## Étymologie
Cette espèce est nommée en l'honneur de Francis Petter.

## Publication originale
- Pasteur & Paulian, 1962 : Diagnose d'un lézard apode de Madagascar: Pygomeles petteri n. sp. (Scincidae). Bulletin du Muséum national d'histoire naturelle de Paris, sér. 2, vol. 34, no 1, p. 66.